# 埃肯
埃肯（法語：Hecken，法語發音：[ɛkən] ⓘ）是法国上莱茵省的一个市镇，属于阿尔特基什区。

## 地理
埃肯（47°41'31"N, 7°7'29"E）面积2.45 平方千米，位于法国大東部大區上莱茵省，该省份为法国东部内陆省份，是阿尔萨斯的一部分，今与下莱茵省组成了阿尔萨斯欧洲集体，其北临下莱茵省，西接孚日省，西南接贝尔福地区省，东侧沿莱茵河与德国相望，南与瑞士接壤。
与埃肯接壤的市镇（或旧市镇、城区）包括：盖沃纳滕、法尔克维莱尔、迪夫马滕、吉尔德维莱尔。
埃肯的时区为UTC+01:00、UTC+02:00（夏令时）。

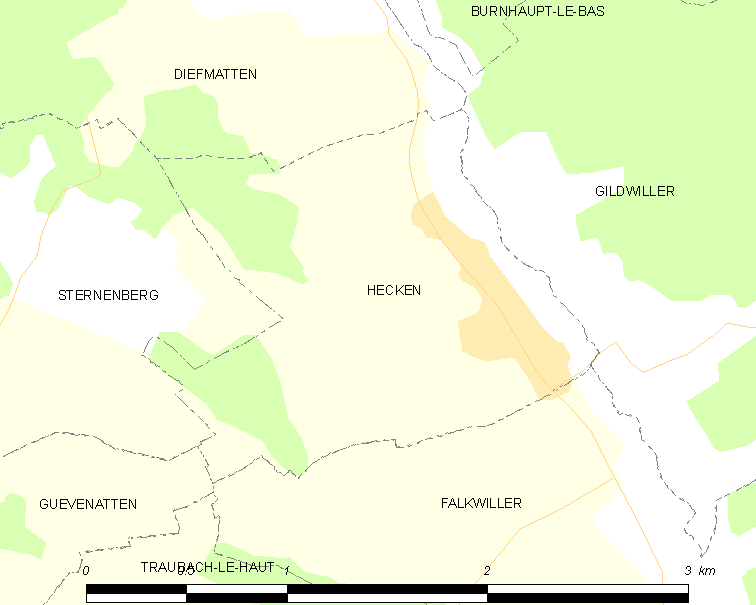
埃肯的OSM定位图

## 行政
埃肯的邮政编码为68210，INSEE市镇编码为68125。

## 政治
埃肯所属的省级选区为马斯沃-尼德布吕克县。

## 人口

1962-2008年间埃肯人口变化图示

埃肯于2022年1月1日时的人口数量为529人。